# 語言地圖
語言地圖（英語：Linguistic map），或稱語言分布圖、方言地圖及方言分布圖，是將各地區的語言分布、方言分布或同言線表示在圖上的地圖。

## 語言地圖集
- 《中国语言地图集》（1987年）
- 《世界瀕危語言地圖集》（1996年）
- 《漢語方言地圖集》（2008年）
- 《臺灣社會語言地理學研究》（2019年）

## 維基共享資源中的語言地圖

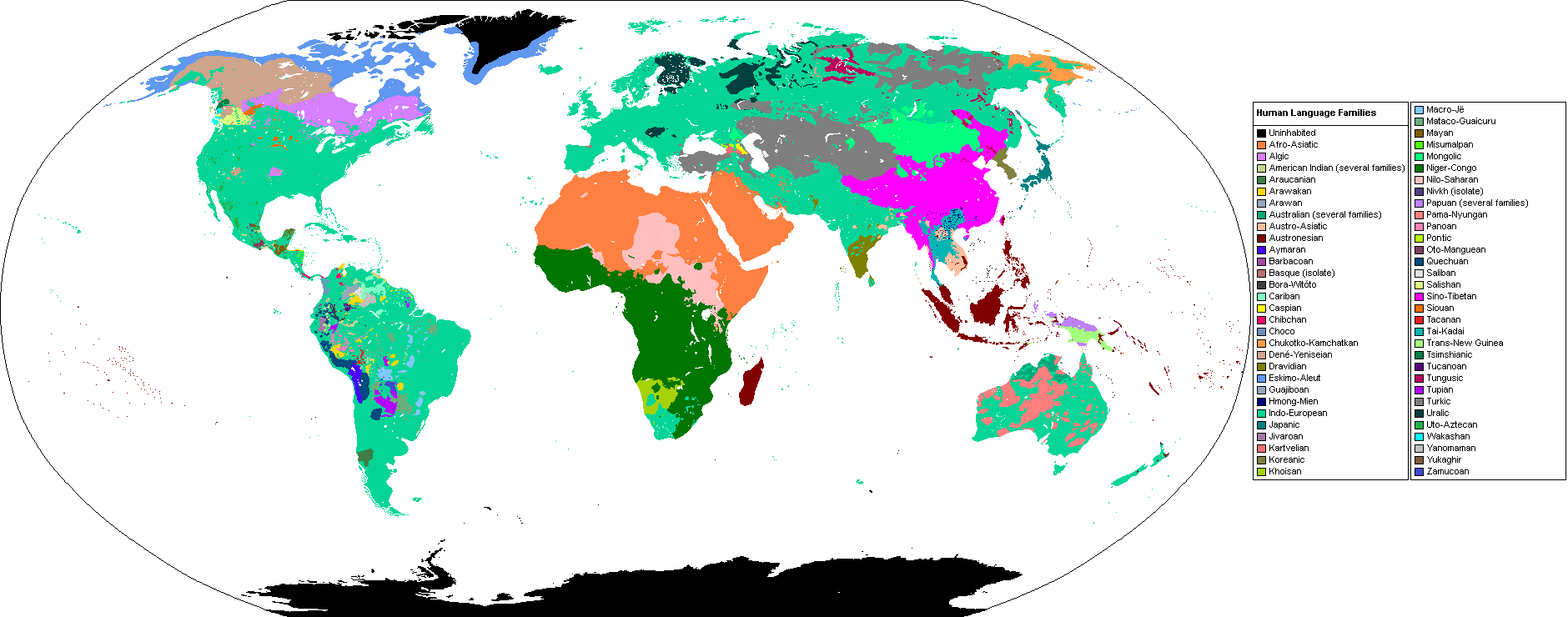
語系地圖
漢語方言地圖
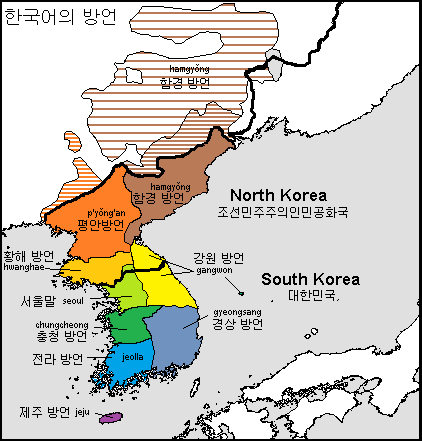
韓語方言地圖
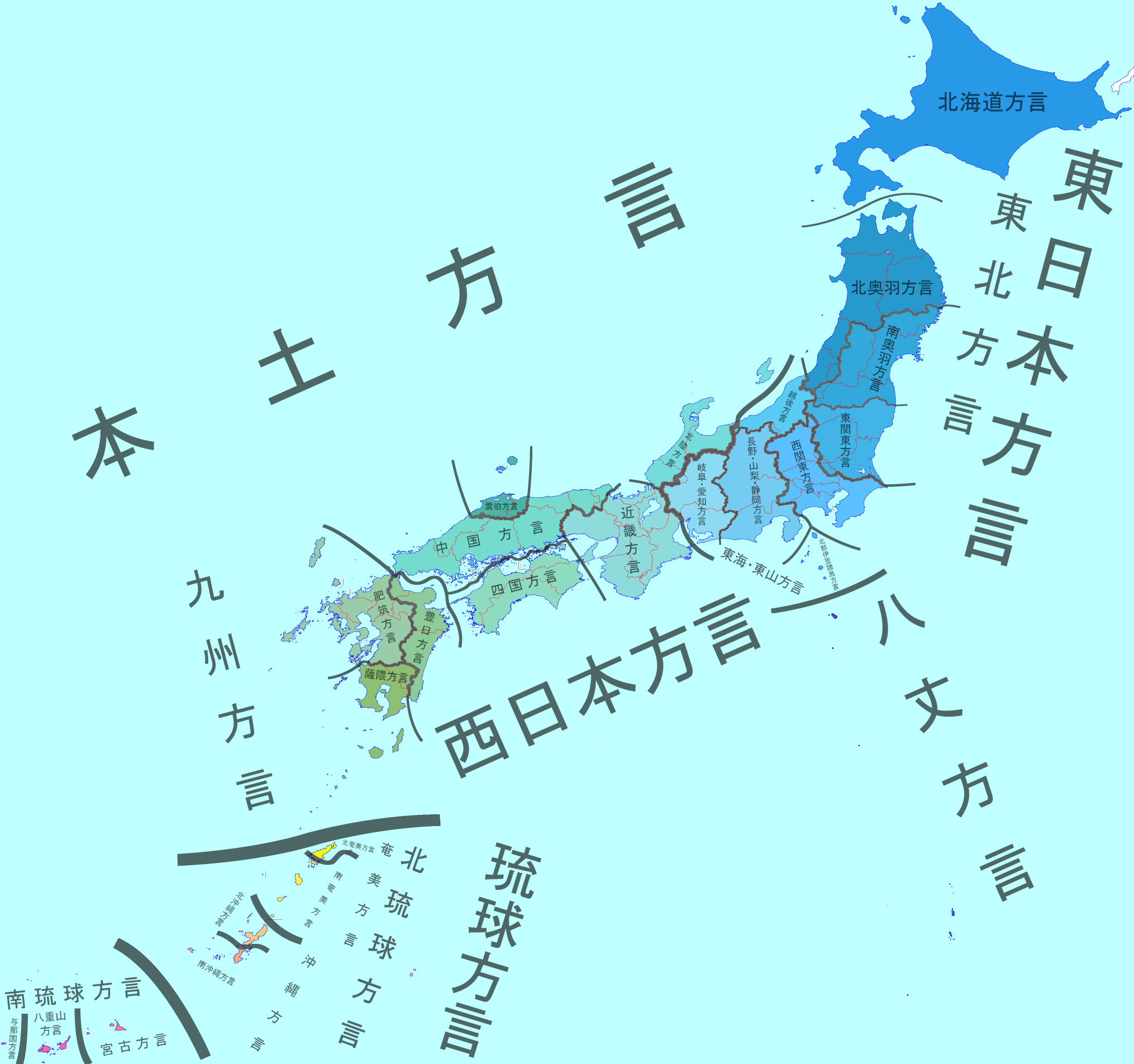
日語方言地圖
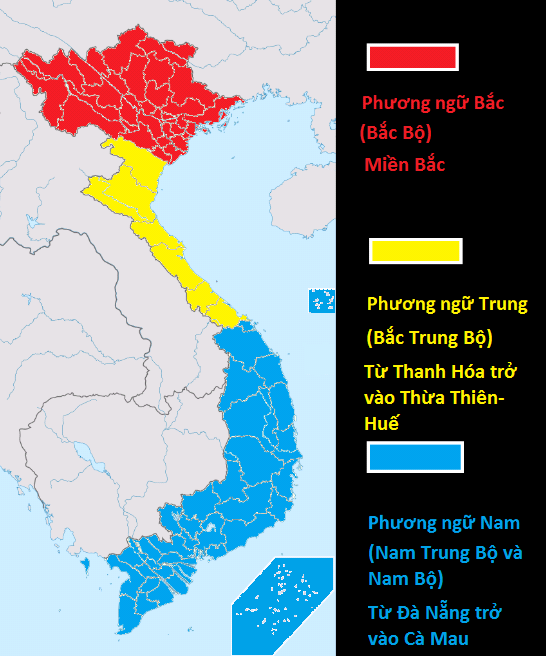
越南語方言地圖
高加索語言地圖
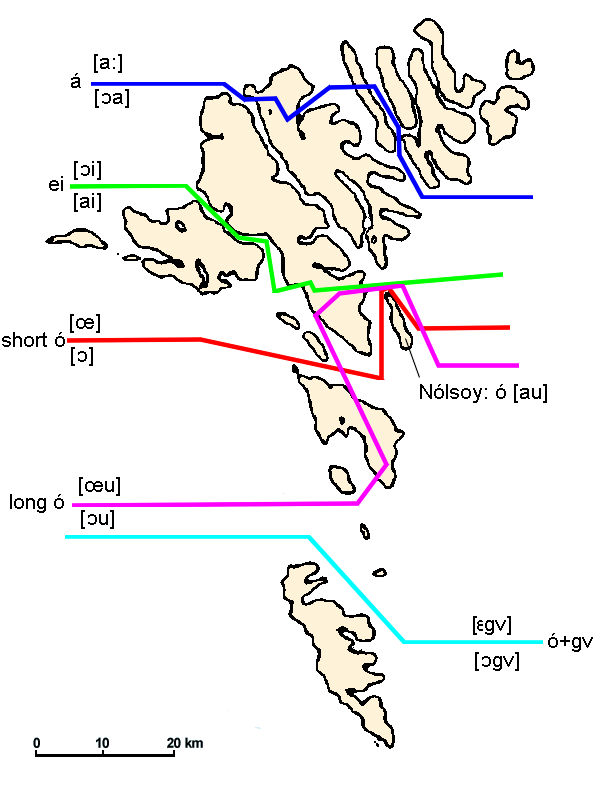
法罗群岛同言線

## 外部連結
- 维基共享资源上的相關多媒體資源：語言地圖